# Цыплаков, Александр Викторович (тренер)
Александр Викторович Цыплаков (род. 12 декабря 1956, Сызрань, Куйбышевская область) — советский и российский тренер высшей категории по лёгкой атлетике. Мастер спорта СССР. Заслуженный тренер России.

## Биография
Родился 12 декабря 1956 года в Сызрани. В молодости занимался прыжками в высоту, четыре раза выигрывал чемпионат РСФСР. Выступал на чемпионатах СССР, где лучшим его результатом было пятое место, на Кубке СССР — четвертое.
После окончания спортивной карьеры стал тренером. В 1988 году переехал в Хабаровск. Окончил Дальневосточную государственную академию физической культуры. Некоторое время работал в Комсомольске-на-Амуре, затем вернулся в Хабаровск.
Старший тренер-преподаватель в МБОУ ДО ДЮСШ «Максимум» и МБУ «ЦРОВС» по прыжкам в высоту, длину и тройным прыжком
Среди его воспитанников:
- Екатерина Конева — чемпионка мира в помещении 2014 года, чемпионка Европы в помещении 2015 года[6][7],
- Даниил Цыплаков — чемпион Европы в помещении 2015 года[8],
- Дмитрий Сорокин — чемпион России в помещении 2015 года[9],
- Артём Примак — чемпион России в помещении 2017 года[10],
- Сергей Полянский — призёр чемпионатов России,
- Игорь Парыгин — чемпион мира среди юниоров 1986 года,
- Игорь Ивлиев — чемпион РСФСР,
- Павел Шаповалов — чемпион России, и многие другие спортсмены[11].

### Семья
Женат. Сын — Даниил Цыплаков (род. 1992).

## Награды и звания
- Почётное звание «Заслуженный тренер России».
- Знак «Отличник физической культуры и спорта».